# Naturschutzgebiet Bamenohl
Koordinaten: 51° 10′ 6″ N, 7° 59′ 7″ O

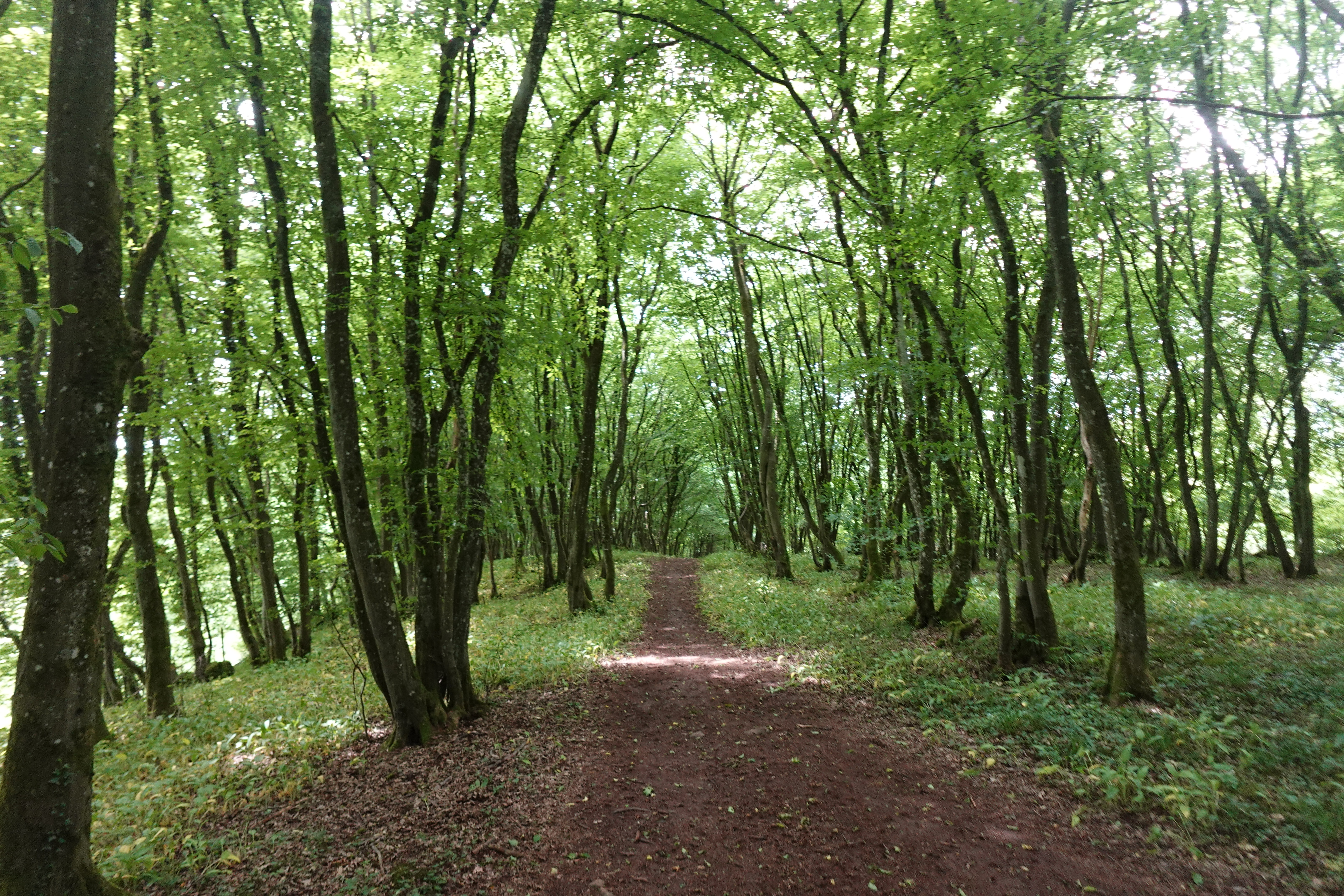
Naturschutzgebiet Bamenohl mit Bärlauch am Waldboden

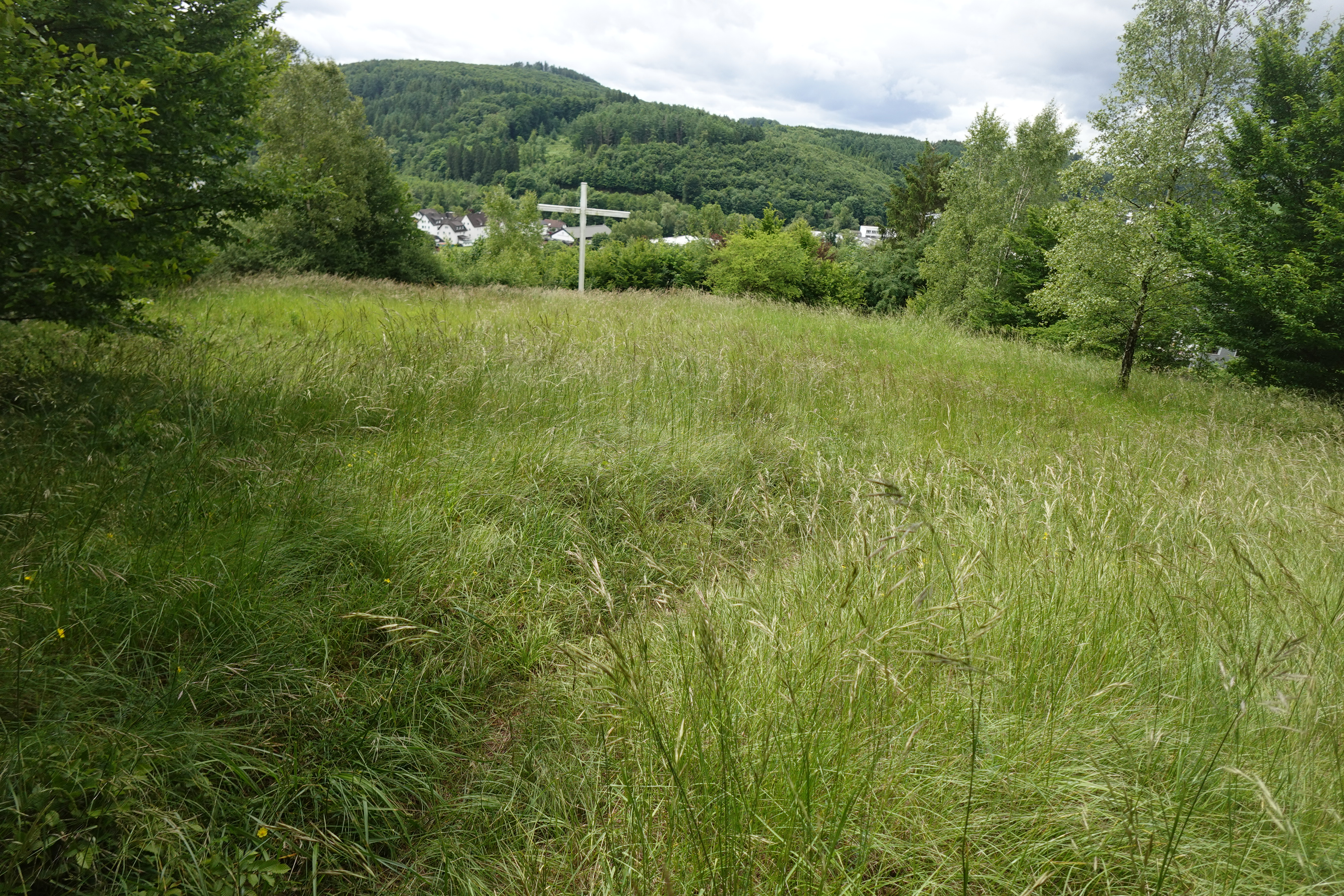
Trespen-Schwingel-Kalktrockenrasen

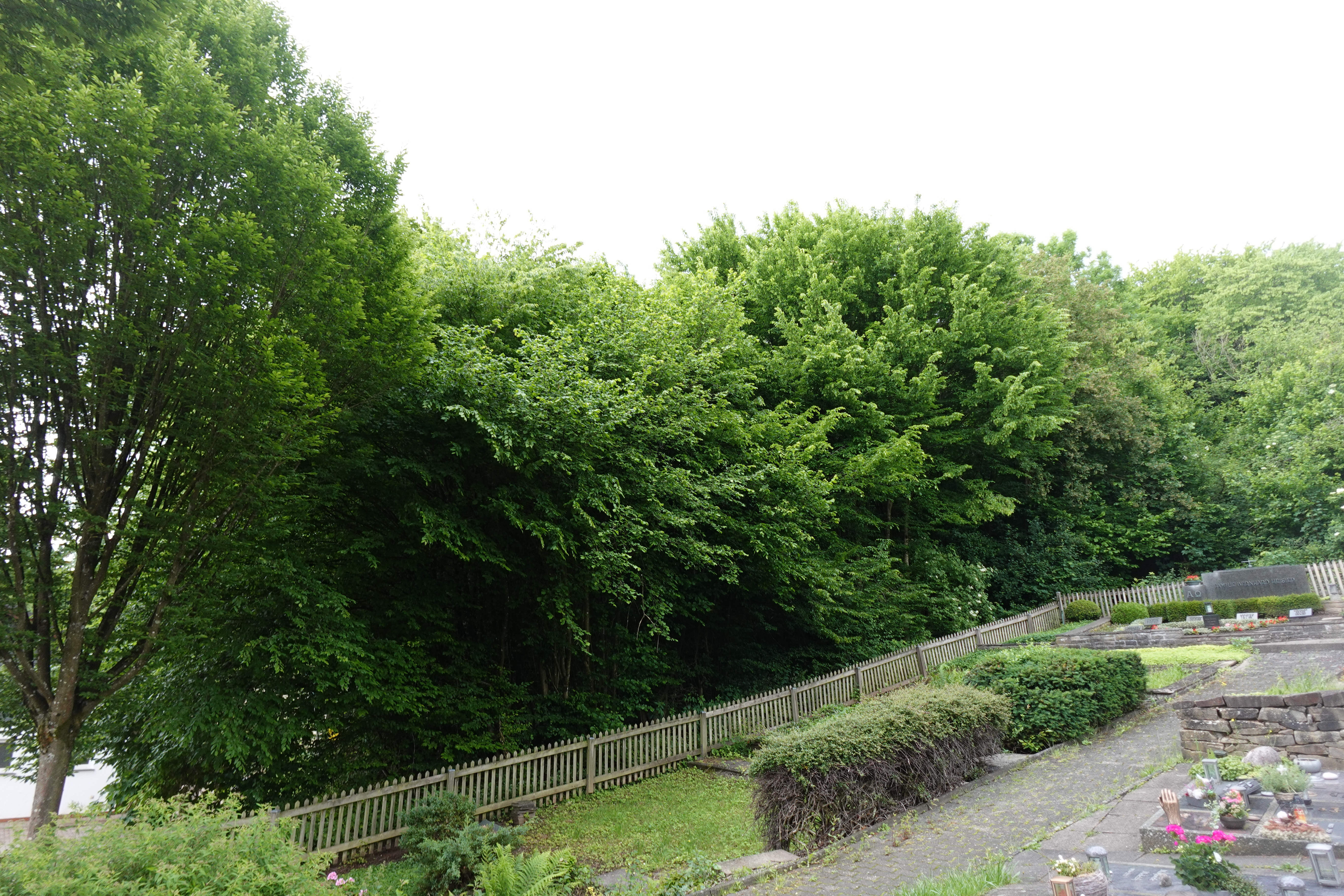
Südostecke beim Friedhof

Bamenohl ist ein 2,1 ha großes Naturschutzgebiet in der Gemeinde Finnentrop im Kreis Olpe in Nordrhein-Westfalen. Es liegt nordöstlich der Lenne im Finnentroper Ortsteil Bamenohl und südöstlich des Kernortes Finnentrop. Es ist von der Bebauung in Bamenohl umgeben. Es wurde 2004 von der Bezirksregierung Arnsberg ausgewiesen. Das Naturschutzgebiet ist eine von zehn Teilflächen des Fauna-Flora-Habitat-Gebietes Kalkbuchenwälder, Kalkhalbtrockenrasen und -felsen südlich Finnentrop (DE-4813-301).

## Beschreibung
Laut Fachinformationssystem des Landesamtes für Natur, Umwelt und Verbraucherschutz Nordrhein-Westfalen (LANUV) handelt es sich um einen der artenreichsten und floristisch bedeutsamsten Trespen-Schwingel-Kalkmagerrasen in der Attendorn-Elspe-Kalksenke und um einen artenreichen Hainbuchenwald auf einem Massenkalk-Bergrücken. Der langhalmige und artenreiche Kalkmagerrasen weist Übergänge zur Glatthaferwiese auf und ist durchsetzt von aufkommenden Gehölzen. Der Hainbuchenwald ist von Kleinfelsen durchsetzt. Die steile Hangzone westlich des Holzkreuzes ist massiv abgezäunt. Im Südosten ist eine Fläche des Waldes eingezäunt, die augenscheinlich zum angrenzenden Eigenheim gehört. Im Osten liegt eine eingezäunte artenarme Rasenfläche mit Hütte. Das Naturschutzgebiet Bamenohl ist fast ganz von Eigenheimbebauung umschlossen. Es gibt nur Fußwege an der Ostseite. Nur im Osten grenzt es direkt an eine Weihnachtsbaumkultur und einen Friedhof an.
In der Südhälfte des NSG liegt der Kalkmagerrasen. Der artenreiche Kalkmagerrasen weist Übergänge zu trockenen Glatthaferwiesen auf. Der Magerrasen ist durchsetzt von aufkommenden Gehölzen, auch einzelne Wacholder kommen vor. Im Kalkmagerrasen kommen gefährdete Pflanzenarten wie Echter Wundklee, Gemeines Zittergras und Gewöhnliches Sonnenröschen vor. Weitere Pflanzenarten, ohne Bäume und Büsche, sind: Ährige Teufelskralle, Aronstab, Arznei-Thymian, Aufrechte Trespe, Besenginster, Breitblättrige Stendelwurz, Buschwindröschen, Bärlauch, Dornige Hauhechel, Gelb-Segge, Gemeiner Dost, Gemeine Akelei, Gewöhnlicher Glatthafer, Gewöhnlicher Hornklee, Großes Zweiblatt, Heide-Labkraut, Kleine Bibernelle, Kleiner Klappertopf, Kleiner Odermennig, Kleiner Wiesenknopf, Mittlerer Wegerich, Rauher Löwenzahn, Pyramiden-Schillergras, Sanikel, Skabiosen-Flockenblume, Stattliches Knabenkraut, Tauben-Skabiose, Vielblütige Weißwurz, Wacholder, Wald-Bingelkraut, Wald-Segge und Wiesen-Margerite. 
Im Kalkmagerrasen kommt auch die Zauneidechse vor.
Das Fachinformationssystem des LANUV führt zum NSG aus: „Der Wald-Magerrasen-Biotopkomplex des Naturschutzgebietes Bamenohl ist trotz seiner geringen Flächengröße ein bedeutsames und repräsentatives Biotopelement innerhalb des FFH-Gebietes „Kalkbuchenwälder, Kalkhalbtrockenrasen und-felsen südl. Finnentrop“. Erhalt des Kalkmagerrasens durch naturschutzzentrierte Pflege und Erhalt des historischen Niederwald-Waldbildes haben in dem kleinen Schutzgebiet höchste Priorität.“
Südlich des Kreuzes befindet sich ein Haufen mit Mähguthaufen und Gehölzschnitt (Schlehen, Birken und Espen). Hier arbeitete die SGV-Abteilung Bamenohl, da das Grünland nicht mit Fahrzeugen zugänglich ist.

## Spezielle Schutzzwecke für das NSG
Laut Homepage der Gemeinde Finnentrop erfolgte die Ausweisung:
- „Zur Erhaltung, Herstellung und Wiederherstellung Überregional bedeutsamer Lebensräume und Lebensstätten seltener und gefährdeter sowie landschaftsraumtypischer Tier- und Pflanzenarten innerhalb eines der artenreichsten und floristisch bedeutsamsten Kalkmagerrasen in der Attendorn-Elsper Kalksenke. In ihrer natürlichen Vergesellschaftung sind insbesondere zu schützen: Kalkmagerrasen und ein artenreicher Hainbuchenwald.“
- „Von Biotopen und Vorkommen der wildlebenden Tier- und Pflanzenarten, die in den Anhängen I und II der FFH-Richtlinie aufgeführt sind. Soweit Biotope oder Arten bedroht sind und ihre Erhaltung von besonderer Bedeutung ist, sind sie als prioritär eingestuft. Hierbei handelt es sich um folgende Biotope gemäß Anhang I der FFH-Richtlinie: Trespen-Schwingel-Kalktrockenrasen (prioritärer Lebensraum) und folgende Art gemäß Anhang II der FFH-Richtlinie: Lacerta agilis (Zauneidechse).“
- „Aus wissenschaftlichen, naturgeschichtlichen, landeskundlichen und erdgeschichtlichen Gründen.“
- „Wegen der Seltenheit, besonderen Eigenart und der hervorragenden Schönheit des Gebietes.“[2]